# 신동우 (음악가)
신동우(1965년 ~ )는 대한민국의 가수 겸 기타 연주자이자 전자 키보드 연주자이며 신시사이저 연주자 및 작사가 겸 작곡가, 프로듀서 및 아티스트이다.

## 생애
1988년 언더그라운드 라이브 클럽에서 록 음악 가수 겸 기타리스트로 첫 데뷔를 한 그는 약 500여곡의 대중가요를 작사, 작곡하였으며 현재는 HUG엔터테인먼트 대표로 아티스트(신피디) 및 아티스트 제작자로서의 행보를 걷고 있다.
'신피디'라는 이름으로 싱어송라이터로도 활동하고 있다.